# Веривакис, Иоаннис
Иоаннис Веривакис (греч. Ιωάννης Βερυβάκης; 3 ноября 1930 г. — 19 июня 2019 г.) — греческий военный деятель, генерал, в  отставке, занимавший должность начальника Генерального штаба греческой армии, и начальника Генерального штаба Греции. Он был сыном генерал-лейтенанта Димитриоса Веривакиса, а так же братом депутата и министра партии ПАСОК Лефтериса Веривакиса и потомком сфакийского вождя Ставрианоса Бириса.
Во время правления Андреаса Папандреу н занимал некоторые из самых важных и ответственных должностей в армии, а решение Константиноса Мицотакиса назначить его начальником Генерального штаба и оставить на руководящей должности в Вооруженных силах до 1993 года вызвало большую сенсацию, несмотря на то, что его брат был известным функционером ПАСОК.

## Биография
Иоаннис Веривакис 3 ноября 1930 года в Эдессе, где в то время служил его отец. Сам он был родом из Лакки.
Проходил обучение в ВоенноМ училище эвэлпидов которое окончил в 1953 году в звании младшего лейтенанта пехоты , а позднее окончил Высший военный колледж и Национальную академию обороны (SETHA). Веривакис окончил обучение в пехотной школе, также прошел обучение во всех школах специального назначения - парашютно-десантных войск, в различных общевойсковых учебных заведениях, а также в воздушно-десантной школе армии США в Форт-Беннинге и в школе противотанковых управляемых ракет, которые окончил с отличием с формулировкой «отличный снайпер».
В начале 1980-х Веривакис, занимал следующие должности:
- Начальник штаба дивизии специального назначения
- Директор 2-го Управления Генерального штаба Армии
- Командир III дивизии специального назначения
- Начальник АСДЕН
- Генеральный инспектор армии
- Начальник Генерального штаба Армии (5 июля 1989 - 7 мая 1990)

7 мая 1990 года, с формированием правительства Мицотакиса Веривакис был назначен начальником штаба национальной обороны с присвоением звания Генерал. 11 марта 1993, Веривакис был освобождён от должности начальника Генерального штаба  уволен с воинской службы. Веривакис также занимал пост председателя Военного комитета НАТО с июля 1991 года по июнь 1992 года. Генерал  Иоаннис Веривакис был удостоен многочисленных наград, военных медалей и памятных знаков, в том числе: Великий командор Ордена Почёта Командорским Орденом Феникса, Офицерским крестом Королевского ордена Георга I, Медалью военных заслуг 1-й степени, и другими знаками отличия. Так же Веривакис был награждён орденом Почётного легиона степень командора, и болгарским Орденом «Мадарский всадник» такжэ командорская степень с мечами. И наконец, патриарх Александрийский и всея Африки наградил Веривакиса большим крестом Древнего Патриаршего Ордена Параваланов Саввы Освященного за его вклад в качестве почетного вице-президента «Друзей Александрийской библиотеки»..
Генерал Иоаннис Веривакис скончался 19 июня 2019 года в Афинах.